# Драгомир Несторов
Драгомир Станев Несторов е основател на Спортен клуб „Скобелев“ (Плевен) през 1919 г.

## Биография
Драгомир Станев Несторов е роден на 29 октомври 1903 г. в Плевен, в заможно и образовано семейство.
От дете се увлича в туризма, спорта, особено във футбола. Като ученик в Държавната търговска гимназия в Свищов се запознава с правилата на футболната игра и е един от основателите на футболно дружество „Славия“ – Свищов. В плевенските спортни среди оставя незабравим спомен със своята инициативност и организаторски талант. На 10 септември 1919 година ученикът от Търговската гимназия в Свищов Драгомир Несторов свиква в китния двор на бащината си къща на ул. „Тодор Табаков“ 12 свои приятели, съученици и съседи, влюбени като него в магията на футболната топка. Времето е запазило имената само на част от тях: Цветан и Илия Топурови, Владимир Недков, Васил Зафиров, Драгомир Данков, Кирил Крумов, Лазар Хайдудов, Харамби Гарибов.
Според Велислава Несторова, майката на Драгомир, присъстващите са били повече от 15. Драго предложил да основат футболен клуб, какъвто дотогава няма в Плевен. Идеята му се приема с ентусиазъм. Основаният клуб приема името на героя от Плевенската епопея – генерал Скобелев. За председател е избран Драгомир Несторов, а за секретар – Владимир Недков. Не след дълго много младежи и ученици попълват редовете на футболния клуб.
Под ръководството на Драгомир клубът заживява интензивен спортен живот. Били оформени два тима, които често мерели сили в местността Текийски баир и привличали много зрители. Въпреки финансовите затруднения футболистите се снабдяват със спортен екип – бели, раирани със синьо фланелки, бели гащета и трицветни чорапи в бяло, зелено, червено.
Неоценима помощ на СК „Скобелев“ оказва софийският СК „Славия“, който му предоставя своя устав, правилника за футболна игра и други печатни материали.
През лятото на 1920 година СК „Скобелев“ играе първия си междуградски мач – с червенобрежкия „Сила“, който побеждава с 3:1.
В края на лятото на 1920 г., след бурно събрание, от СК „Скобелев“ се отписват част от членовете му и основават нов спортен клуб – „Победа“. Минават години и на 24 август 1939 г. двата клуба се обединяват под името „Скобелев – Победа – 39“.
Футболната игра печели все повече привърженици. Множат се футболните клубове и в Плевен. Това са: СК „Вит“, „Ботев“, „Левски“, „Бенковски“ и др.
На 31 юли 1921 година градът ни е домакин на Учредителен конгрес на Севернобългарската
спортна лига. Начело на организационната комисия е членът на СК „Скобелев“ Хараламби Гарибов. В чест на конгреса се организира първият по рода си футболен турнир с участието на 12 отбора. До финала достигат „Победа“ – Плевен и „Тича“ – Варна, а победата е за варненци с 1: 0.